# Impasse Racine
Pour les articles homonymes, voir Racine.
L'impasse Racine est une voie privée du hameau Boileau, située au no 38 de la rue éponyme dans le 16e arrondissement de Paris, en France.

## Situation et accès
Cette voie fait partie du hameau Boileau.
L'impasse Racine est desservie à proximité par les lignes 9 et 10 à la station Michel-Ange - Molitor.

## Origine du nom
Cette voie tient son nom du dramaturge Jean Racine (1639-1699).

## Historique
Cette voie est créée en 1838 sous sa dénomination actuelle sur le terrain de l'imprimeur Rose-Joseph Lemercier et a été dessinée par l'architecte Théodore Charpentier.
Le hameau Boileau a été classé comme site par décret du 3 juillet 1970 alors qu'il faisait face à des menaces de démolition de la part de promoteurs immobiliers.